# 電脳戦隊ヴギィ'ズ★エンジェル
『電脳戦隊ヴギィ'ズ★エンジェル』（でんのうせんたいヴギィスエンジェル、VOOGIE'S ANGEL）は、竹内葵原作のメディアミックス作品で、ラジオドラマに始まり、ドラマCD、漫画、OVAなどが発表されている。2020年11月には25周年を記念し、ストーリー・キャラクターを一新した『電脳戦隊LAST ANGELS』が発表されている。

## 概要
美少女戦隊風な作品。
原作者の竹内葵は壮大な構想をもって、他の戦隊ものとは一線を画したハードな作品を作ろうとしていた。雑誌ニュータイプやCDドラマのブックレットでも、「メンバーがマインドコントロールされている」「メンバーの一人が敵の子供を身ごもる」など一部ネタバレを含めそのことを匂わせる記述がなされた。しかし、第一部以降は発表されず、その片鱗を見せただけに留まっている。

## あらすじ
新西暦202年、地球は宇宙より来襲した、人類にそっくりな未知の知的生命体スペースエミグラント（S・E）に侵略され（第1次侵略戦争）、S・Eの手に落ちた。地上を奪われた人類は、奪回のチャンスをうかがうため、海底に要塞兼居住都市 アクアベースを建設し移住した。
それから百年後、ダミーにすぎない自然環境により人類の健康と精神面の悪化が進み、健康な遺伝子が失われ、人口維持のため人工受精に頼る事態に陥っていた。そこで地球国際連合軍最高司令官 Dr.クリムトは、人類の滅亡阻止と地上奪還のため、最高司令部直属独立サイボーグ部隊 エンジェルス（A計画）を結成したのであった。

## 主な登場人物

### エンジェルス
ヴギィ（Voogie）
声：久川綾
主人公。年齢15歳。身長155cm。
何らかの事故がきっかけで、サイボーグにされた。CDドラマ第0巻では改造手術中の描写があり、この事故により頭部を損傷し死亡していたことが老医師と看護婦の会話から分かる。CDドラマではこのほか、心臓が人工心臓であること、膝が強化部分であることなどが判明している。また改造手術中は鎖で拘束されていたこと、調整を受ける前は鎖を引きちぎるほどのパワーを発揮し、通信装置が起動するたびに頭痛に見舞われるなどの描写もあった。
OVA第3巻では改造された直後の姿が描かれているが、改造前の過去については判明していない。
エンジェルスの自称リーダー。仲間意識が一番強い。必殺技はスパークリング・トルネード（OVAでは旋風斬）、ライトニング・スカーレット。
レベッカ・スウィート・ハウゼン（Rebecca Sweet Heisen）
声：三石琴乃
ドイツ系アメリカ人。年齢18歳。体の9割がメカニック。エンジェルスの実質的リーダーで、一番年上。
S・Eの襲来により死亡し、サイボーグに改造された。
メンバーの中では戦闘能力は最高。だが当初は電磁的な攻撃に極端に弱く、行動不能に陥ったこともある。古き良き時代の重火器を愛用し、ガトリングビーム砲・ランチャー・ビームガンなどを所有。武器を持たせたら右に出る者はない戦闘のプロフェッショナル。
家事は苦手で、特に料理が下手でとてもまずい。
橘 栞（Shiori Tachibana）
声：井上喜久子
日本人。年齢17歳。
おっとりした性格で、たまに大ボケをする純和風美人。他のメンバーと違い、生きているうちに研究所に収容、サイボーグとして改造された。
メンバーの中で唯一超能力を使い、諜報活動から戦闘まであらゆる局面で力を発揮するパワードサイキッカー。地上に出て後は、S.Eの軍事組織内に「橘2尉」として潜入する。
生まれた時から超能力を持っていて、透視・ごく近い未来の予知・サイコバリヤー・サイコレーダー・サイコパワー・サイコシュートなどができる。必殺技はサイコバリア。
メリーヴェル・キャンディ・スチュワート（Merrybell Candy Stuart）
声：菊池志穂
年齢16歳。身長158cm。イギリス人。
天然ボケで世間知らずのお嬢様。普段はキャピキャピの女の子で戦闘向きとは言えないが、実は二重人格で、裏の人格は非常に好戦的。
胎児の頃に被爆した影響で、長くは生きられなかったという人生の反動で二重人格になった。
必殺技はメリーヴェルボム（手榴弾）・コメットアタック。マーシャ戦ではこの発展型も登場している。
Merrybellのカタカナ表記は、本来は“メリーベル”だが、原作者の表記ミスにより“メリーヴェル”が正式名称になっている。
ミディ・ザ・ガール（Midi the Girl）
声：丹下桜
地球国際連合軍の戦略用スーパーコンピュータの少女型端末。サポートAIとして、エンジェルスの作戦参謀をつとめる。精神年齢は8歳。
実験中の事故で亡くなったDr.クリムトの娘をモデルにして作られた。普段はチームのマスコット的存在。
ミディの真の目的はメンバーのマインドコントロールにあり、自身に芽生えた自我で葛藤に苦むことになる。OVA版では破壊されてしまう。

### 地球国際連合軍
ストライクマイヤー（Strikemyer）
声：檜山修之
陸、海、空、地中を自在に移動できるハイパービークルで、エンジェルスの戦闘支援をしている。ミニタンクのような外観から、通称「ブタカトリ」とも呼ばれる。
漫画（ガンマ版）ではS型マイヤーと呼ばれるデザインで、通称「飛びゴキちゃん」と呼ばれる。サイボーグだがエンジェルスのメンバーと違い、思考回路をパーツとして使っているため人間の時の記憶が残っている。
必殺技はディメンションブラスター。
Dr.クリムト（Dr. Crimt）
声：子安武人
S・Eから地球を奪還すべく、A計画を推進する地球国際連合軍の最高司令官。クリムト研究所の所長。エンジェルスを創った科学者でもあるが、その存在にはいまだ多くの謎が残されている。
外伝では、おちゃらけた行動でエンジェルスをトラブルに巻き込む。
Dr.ニーナ・ウッドフォード（Nina Woodford）
声：吉田古奈美
年齢19歳。クリムト研究所の研究員で、Dr.クリムトのアシタントをつとめる。エンジェルスのよき相談相手。
外伝ではクリムトのお守り役で、得意技はニーナパンチ。CDドラマでは、Dr.ウッドフォードと呼ばれていることがあるが、これはOVAではニーナの母の呼び名として使用されている。
マーシャ（Marsha）
声：天野由梨
CDドラマのみに登場するキャラクター。クリムトに想いを寄せていた女性。新西暦299年に、エンジェルスのプロトタイプとして作られたサイボーグ。
本来ならその後1年間の訓練を経て対S.E戦に投入される予定であった。エンジェルスの使用する基本技全てを使えるが、可動時間などの理由でクリムト研究所で凍結保管されていた。脱走・反乱を起こしたため、エンジェルスに破壊された。彼女のマーカーはヴギィと同じものであるため、脱走・反乱当初はヴギィがウイルスに汚染されるなどして反乱したものと思われていた。
ルシファ司令（Lucifer）
漫画版にのみ登場。エンジェルスの開発者。クリムト同様その行動には謎が多く、S.Eの技術を研究していることをミディに非難されたりなどしている。

### スペースエミグラント
テディ・ザ・ボーイ（Teddy the Boy）
声：冬馬由美
S・Eの戦略用スーパーコンピュータの少年型端末で、S・E軍の最高司令官。地球の完全支配をもくろみ、人類の殲滅を命令する。コンピュータがゆえに、人間のような非合理的な考えは理解できない。
レオン・クーガー（Leon Cougar）
声：CDドラマでは林延年、外伝・OVAでは塩沢兼人
S・E軍大佐・統合情報センター所長で、人類掃討作戦の指揮官。
ミシェル・サマー（Michele Summer）
声：荒木香恵
S・E軍一尉。統合情報センターに勤務しておりレオンの片腕。レオンに、恋愛感情を抱いている。

### その他の登場人物
マイヤー（Myer）
声：檜山修之
タクシードライバーの青年。ヴギィの逃亡を助ける際に、CDドラマではタクシーの転倒事故、漫画（ノーラ版）ではバイク事故にあい死亡。ヴギィに惚れ、新しい身体ができるまでのという条件で、ストライクマイヤーに改造される。
権田原國造
声：ショッカーO野
外伝に登場するキャラクターで、竹内組2代目組長。レベッカに惚れてしまい、時空を越え、子孫までも駆使しレベッカを己のものにしようとする。
栗元毒太
声：子安武人
外伝に登場するキャラクターで、栗元財閥総帥、財団法人ワールド栗元社長、栗元学園学園長。名前の由来は、Dr.クリムトのもじり。
親バカで、息子の舞也を溺愛するあまり大騒動を巻き起こす。財団法人の代表は本来は理事長であるが、原作者のミスにより、肩書きが社長になっている。
栗元舞也
声：檜山修之
外伝に登場するキャラクターで、栗元毒太の息子。名前の由来は、マイヤーのもじり。

## メディア

### ラジオ
- 電脳戦隊ヴギィ'ズ★エンジェル（ラジオ日本：1996年1月7日-1996年3月31日 19:30-20:00 1996年4月7日-1996年7月15日 25:00-25:30 ラジオ関西：1996年4月12日-1996年7月20日 26:00-26:30）
  - パーソナリティは三石琴乃、ショッカーO野
- 電脳戦隊ヴギィ'ズ★エンジェルSR（ラジオ関西：1996年8月3日-1997年12月28日 26:00-26:30）
  - パーソナリティは菊池志穂、ショッカーO野
- 電脳戦隊ヴギィ'ズ★エンジェルSR 菊池志穂のSUPER RADIO（ラジオ関西：1997年1月14日-1997年3月29日 26:00-26:30）
  - パーソナリティは菊池志穂（SRは、Shiho's Radioの略）
- 電脳戦隊ヴギィ'ズ★エンジェルSSR（ラジオ関西：1997年4月5日-1997年9月27日 25:00-25:30）
  - 月に一度、不定期に放送（SSRはShiho & Sakura's Radioの略）
  - パーソナリティはちぇりっしゅ・もんきぃ（菊池志穂、丹下桜）
- 電脳戦隊ヴギィ'ズ★エンジェル 天使になりたい!!（ラジオ関西：1997年10月4日-1998年3月28日 25:00-25:30）
  - パーソナリティは吉田古奈美、竹内葵
- 電脳戦隊ヴギィ'ズ★エンジェルV（ヴィクトリー）（ラジオ関西：1998年4月4日-1998年9月26日 25:00-25:30）
  - パーソナリティは竹内葵、スマイルキッチン（川上まほえ・若菜葉子）
- 電脳倶楽部FF（ファーストファイト）!!（ラジオ関西：1998年10月2日-1999年10月1日 25:00-25:30）
  - パーソナリティは竹内葵、スマイルキッチン（川上まほえ・若菜ようこ）、MiRai（不定期）
- 電脳倶楽部ダッシュ! （ラジオ関西：1999年10月8日-2000年3月31日 26:30-27:00）[2]
  - パーソナリティはスマイルキッチン（若菜ようこ・姫乃麻衣・神崎ちろ）、MiRai
- 電脳倶楽部ピップゥ☆（インターネットラジオ：2000年4月7日-？）
  - パーソナリティはスマイルキッチン（若菜ようこ・姫乃麻衣・神崎ちろ）
- 電脳倶楽部 ちろヒメのNaturalで行こう! （インターネットラジオ：？-？）

#### DJ CD
- 電脳戦隊ヴギィ'ズ★エンジェルSR 菊池志穂のSUPER RADIO VOL.1（NECアベニュー 1996年12月21日発売）
- 電脳戦隊ヴギィ'ズ★エンジェルSR 菊池志穂のSUPER RADIO VOL.2（NECアベニュー 1997年2月21日発売）
- 電脳戦隊ヴギィ'ズ★エンジェルSR 菊池志穂のSUPER RADIO VOL.3（NECアベニュー 1997年3月20日発売）
- 電脳戦隊ヴギィ'ズ★エンジェル 天使になりたい!! VOL.1（日本コロムビア 1998年5月21日発売）
- 電脳戦隊ヴギィ'ズ★エンジェル 天使になりたい!! VOL.2（日本コロムビア 1998年6月20日発売）
- 電脳倶楽部FF!! first edition（VAP 1999年5月21日発売）

### CD

#### ドラマ
ラジオ内で流されたラジオドラマなどを収録。本編全6枚、外伝全6枚がリリースされている。

##### 電脳戦隊ヴギィ'ズ・エンジェル
- 電脳戦隊ヴギィ'ズ・エンジェル Vol.0「誕生!電脳戦隊」（NECアベニュー 1996年1月20日発売）
- 電脳戦隊ヴギィ'ズ・エンジェル Vol.1「まだ見ぬ地上へ」（NECアベニュー 1996年3月20日発売）
- 電脳戦隊ヴギィ'ズ・エンジェル Vol.2「天使の就職」（NECアベニュー 1996年5月21日発売）
- 電脳戦隊ヴギィ'ズ・エンジェル Vol.3「決戦! 天使対堕天使」（NECアベニュー 1996年7月20日発売）
- 電脳戦隊ヴギィ'ズ・エンジェル Vol.4「テディ・ザ・ボーイ」（NECアベニュー 1996年9月21日発売）
- 電脳戦隊ヴギィ'ズ・エンジェル Vol.5「RADICAL FIGHT!」（NECアベニュー 1996年11月21日発売）

以上で全24話、第一部完結。

##### 外伝 進め! スーパー・エンジェルス
- 進め! スーパー・エンジェルス 其の壱「突然のタイムトリップ」（NECアベニュー 1996年6月21日発売）
- 進め! スーパー・エンジェルス 其の弐「スターを目指して」（NECアベニュー 1996年8月21日発売）
- 進め! スーパー・エンジェルス 其の参「明日に向かって」（日本コロムビア 1997年9月20日発売）
- 進め! スーパー・エンジェルス 其の四「ミディがゆく! 」（日本コロムビア 1997年11月21日発売）
- 進め! スーパー・エンジェルス 其の五「ああ、栗元親子」（日本コロムビア 1997年12月20日発売）
- 進め! スーパー・エンジェルス 其の六「レベッカの家出」（日本コロムビア 1998年1月21日発売）

以上で全24話。

#### シングルCD
- もっともっとRadical Fight!／恋のプログラム（エンジェルス／久川綾 NECアベニュー 1996年1月20日発売）
- Gimme Love／恋のHō-Tei-Shiki（エンジェルス／丹下桜 NECアベニュー 1996年3月20日発売）
- やるっきゃないわ／NAME（エンジェルス／三石琴乃 NECアベニュー 1996年5月21日発売）
- Girl Friends／ときめきRevolution（エンジェルス／菊池志穂 NECアベニュー 1996年7月20日発売）
- POPCORN TOWN／セピア色の風（エンジェルス／井上喜久子 NECアベニュー 1996年9月21日発売）
- STARLIGHT／恋の搭乗券（チケット）（エンジェルス／久川綾 NECアベニュー 1996年11月21日発売）
- もっともっとRadical Fight! ［ニューバージョン］／がんばれ! 男の子 [ニューバージョン]（エンジェルス／ちぇりっしゅ♥もんきぃ 日本コロムビア 1997年9月20日発売）
- DREAMS／天使のアンテナ ［リミックス・バージョン］（久川綾／吉田古奈美 日本コロムビア 1997年12月20日発売）
- ふわふわのおまじない（若菜ようこ コズミックレイ 1999年5月21日発売）
- FANTASY TOUR／恋する心はとまらない（LAMUSE／スマイルキッチン 日本コロムビア 1998年8月1日発売）

#### サウンドトラック
- 電脳戦隊ヴギィ'ズ★エンジェル音楽集 THE SONG FOR SONGS（NECアベニュー 1997年2月21日発売）
- 電脳戦隊ヴギィ'ズ★エンジェル音楽集 THE SONG FOR SONGS 2（日本コロムビア 1998年4月21日発売）
- 進め! スーパーエンジェルス音楽集 なめたらあかん! （日本コロムビア 1998年2月21日発売）
- 進め! スーパーエンジェルス音楽集2 Oh! My GOD!（日本コロムビア 1998年10月21日発売）
- オリジナル・サウンド・トラック 電脳戦隊ヴギィ'ズ★エンジェル 音楽大全1（日本コロムビア 1997年10月21日発売）
- オリジナル・サウンド・トラック 電脳戦隊ヴギィ'ズ★エンジェル 音楽大全2（日本コロムビア 1998年4月21日発売）

### 漫画
原作 竹内葵、作画 曽我篤志で竹書房の月刊コミックガンマに連載開始（1996年3月号-1996年7月号）するも、雑誌廃刊の憂き目にあう。
その後、学研の月刊コミックNORA（ノーラ）にて電脳戦隊ヴギィ'ズ・エンジェル01を連載開始（1997年8月号-1998年9月号）するが、またも雑誌が廃刊になった。
- 電脳戦隊ヴギィ’ズ★エンジェル 全1巻（原作 竹内葵 作画 曽我篤志 竹書房 BAMBOO COMICS）
- 電脳戦隊ヴギィ’ズ★エンジェル01 全2巻（原作 竹内葵 作画 曽我篤志 学習研究社 ノーラコミックス）

### ビデオ

#### メイキング
アニメ化に備えてオープニングアニメが製作され、声優・スタッフインタビューが収録されている。
- メイキング オブ ヴギィ'ズ★エンジェル（TDKコア アニメイト限定発売：VHS 1996年9月6日発売 一般発売：VHS 1997年3月20日 LD 1997年3月28日発売）

#### OVA
紆余曲折を経た後に、KSS FILMSより発売。第一期シリーズとして全三巻が発売された。後にJSDSSよりDVDも発売。第三話ではそれまで明かされていなかった各メンバーの過去が明らかになる。また、第三巻は収録時間の都合でラストシーンをカットしてしまい中途半端な終わり方だったが、後に当該部分も収録した総集編が発売された。
- 電脳戦隊ヴギィ'ズ★エンジェル 第1話「天使の出撃」（VHS・LD：ケイエスエス 1997年10月24日発売 DVD：JSDSS 2008年7月25日発売）
- 電脳戦隊ヴギィ'ズ★エンジェル 第2話「天使の涙」（VHS・LD：ケイエスエス 1998年1月23日発売 DVD：JSDSS 2008年7月25日発売）
- 電脳戦隊ヴギィ'ズ★エンジェル 第3話「天使の過去」（VHS・LD：ケイエスエス 1998年7月24日発売 DVD：JSDSS 2008年7月25日発売）

ヴギィ'ズ・エンジェルのキャラ達がSDになって活躍する作品。
- 電脳戦隊ヴギィ'ズ★エンジェル外伝 進め!  スーパー★エンジェルス!  Vol.1「なぜ?」（VHS・LD：日本コロムビア 1998年8月21日発売）
- 電脳戦隊ヴギィ'ズ★エンジェル外伝 進め!  スーパー★エンジェルス!  Vol.2「テディの憂鬱」（VHS・LD：日本コロムビア 1998年9月19日発売）

#### 総集編
時間の都合でカットされた第一期シリーズ第三巻の7分間のラストシーンと、新作カットを加えて再編集された総集編。前半はミディの回想という形で、新録のナレーションを挿入して再構成されている。
- 電脳戦隊ヴギィ'ズ☆エンジェル FOREVER AND EVER（ビームエンタテインメント 1999年1月25日発売）

#### スタッフ
電脳戦隊ヴギィ'ズ★エンジェル
- 原作・脚本 - 竹内葵
- 監督 - 大張正己（1、2）、竹内葵（3）
- キャラクターデザイン - 大張正己
- メカニックデザイン - 山根公利、橋本敬史（3）
- オリジナルデザイン - 宮前真一
- 設定協力 - 曽我篤志
- サブキャラクターデザイン - 阿部宏幸（2）
- キャラクター作画監督 - 植田洋一（1）
- 作画監督 - 阿部宏幸（2、3）
- メカニック作画監督 - 山根理宏（1）、加藤まさお（2）
- 絵コンテ - 金子秀一（2）、平松禎史（3）
- 演出 - 金子秀一（2）、大塚雅彦（3）
- 美術監督 - 竹田悠介（1、2）、岡部順（3）
- 撮影監督 - 大瀧勝之（1、2）、黒澤豊（3）
- 音楽 - 百石元、湯川徹（3）
- 音響監督 - 中野洋志
- プロデューサー - 浅賀孝郎、渡辺和彦、川崎とも子（1、2）、阿部倫久（3）
- チーフプロデューサー - 折田哲郎
- アニメーション制作 - J.C.STAFF（1、2）、FRONT LINE（3）
- 制作 - ヴギィ'ズ・プロジェクト、J.C.STAFF（3）
- 製作 - ヴギィ'ズ★エンジェル製作委員会、ケイエスエス

電脳戦隊ヴギィ'ズ★エンジェル外伝 進め! スーパー★エンジェルス!
- 原作・脚本 - 竹内葵
- 監督・演出 - 伊達勇登
- キャラクターデザイン - 宮前真一

#### 主題歌
電脳戦隊ヴギィ'ズ★エンジェル
オープニングテーマ「もっともっとRadical Fight!」
作詞 - 田島浩二 / 作曲・編曲 - 広瀬充寿 / 歌 - エンジェルス（久川綾、三石琴乃、井上喜久子、菊池志穂、丹下桜）
エンディングテーマ「がんばれ!男の子」（1）
作詞 - 田中みほ / 作曲 - 久藤司 / 編曲 - 広瀬充寿 / 歌 - ちぇりっしゅ♥もんきー（丹下桜、菊池志穂）
エンディングテーマ「涙の5秒前」（2）
作詞 - 田中みほ / 作曲 - 久藤司 / 編曲 - 広瀬充寿 / 歌 - 丹下桜
エンディングテーマ「DREAMS」（3）
作詞・編曲 - 田島浩二 / 作曲 - 松原みき / 歌 - 久川綾